# Вилхелм Либкнехт
Вилхелм Либкнехт (на немски: Wilhelm Liebknecht) е немски революционер и политически деятел на социалдемокрацията.

## Идеологически възгледи и обществено-политическа дейност
Вилхелм Либкнехт е потомък на Йохан Георг Либкнехт (1679 – 1749), професор по математика и теология в университета в Гисен. Смята се, че фамилията има родови корени от Мартин Лутер. Либкнехт е активен участник в революцията от 1848/49 г. в Баден. Саратници на Либкнехт са Маркс и Енгелс, членове на Съюза на комунистите (на немски: Bund der Kommunisten) (основан 1850 г.). До 1862 г. Вилхелм Либкнехт живее в изгнание – първо в Швейцария, а след това във Великобритания, където има интензивни контакти с Карл Маркс. Завръща се в Германия след обявената амнистия за участниците в революционните събития от 1848/49 г.
Вилхелм Либкнехт е един от създателите на Германската социалдемократическа партия, оглавена от Август Бебел и Фердинанд Ласал. Либкнехт и Бебел учредяват партията в Айзенах през 1869 г., а през 1875 г. на конгреса в Гота приемат в редиците си и привържениците и поддръжниците на Ласал, известни като ласалисти.
Вилхелм Либкнехт е основен противник на Ото фон Бисмарк и неговата политика. През 1872 г. е осъден на две години затвор за предателството си по време на френско-пруската война, изразеното съчувствие към дейците на Парижката комуна, както и за заявената позиция срещу анексирането на Елзас-Лотарингия и създаването на Германска империя.
Вилхелм Либкнехт е един от организаторите на германската секция в Първия интернационал. Либкнехт ръководи нелегалната Германска социалдемократическа партия в годините 1878 – 1890 г. Той е един от основателите и лидерите на Втория интернационал.
Вилхелм Либкнехт е арестуван за държавна измяна през 1896 г. На погребението му присъстват 150 000 души.
Той е и изявен лексикограф.
- Август Бебел и Вилхелм Либкнехт, обвиняеми на Лайпцигския процес за държавна измяна
- Голямата петорка“ на немската социалдемокрация – Август Бебел, Вилхелм Либкнехт, Карл Маркс, Карл Тьолке и Фердинанд Ласал